# Serpula trilatera
Serpula trilatera är en ringmaskart som beskrevs av Grube 1850. Serpula trilatera ingår i släktet Serpula och familjen Serpulidae. Inga underarter finns listade i Catalogue of Life.